# وریه‌لاسکو
وِرَیَه‌لاسْکو (به فنلاندی: Veräjälaakso) یک منطقهٔ مسکونی در فنلاند است که در هلسینکی واقع شده‌است.